# 마틴 마리에타
마틴 마리에타(Martin Marietta)는 글렌 L. 마틴 컴퍼니와 아메리칸-마리에타 코퍼레이션의 합병을 통해 1961년 설립된 미국의 기업이다. 1995년, 록히드 코퍼레이션과 합병되면서 록히드 마틴이 설립되었다.
볼티모어에 위치했던 마틴의 주 분야는 항공우주였으며 근래에는 타이탄 프로그램이라는 미사일에 집중했다. 아메리칸-마리에타의 본사는 시카고에 위치했으며 도료, 건축자재 등의 물질을 생산했다.